# 1944 (пісня)
«1944» — пісня української співачки Джамали, з якою вона представляла Україну на 61-му пісенному конкурсі Євробачення, де здобула перемогу, набравши 534 бали.

## Основні параметри пісні
Вона має складну вокальну партію з багатьма півтонами та мугамами.

## Зміст пісні
Головним змістом пісні є пам'ять про страшні трагедії минулого, задля уникнення їх у майбутньому.

## У складі музичного альбому
Пісня ввійшла до однойменного міні-альбому співачки, який було представлено 7 травня 2016 року. Це перша пісня Євробачення, яка містить текст кримськотатарською мовою.

## Нагороди та відзнаки
Також, під час перебування в Стокгольмі співачка отримала премію «Eurostory Awards 2016» за найкращий рядок у конкурсній пісні, а також премію Марселя Безансона у категорії «Мистецький приз».
У січні 2020 року пісня увійшла до списку переможців спецпроєкту «20 знакових пісень за 20 років», який склали експерти, обрані організаторами національної музичної премії YUNA.

## Створення пісні
Перші рядки пісні були написані ще 2014 року українською мовою. До створення пісні Джамалу надихнули розповіді її бабусі Назилхан про депортацію кримськотатарського народу, яку вона разом з п'ятьма дітьми пережила, та останні події в анексованій Російською Федерацією Автономній Республіці Крим. За приспів співачка взяла слова кримськотатарської народної пісні «Ey, güzel Qırım».
2016 року, спеціально до участі в українському національному відборі на 61-й пісенний конкурс Євробачення, разом з Артом Антоняном було написано англомовний текст пісні. Крім того, участь у створенні пісні взяли Армен Костандян та Євген Філатов.

## Присвята
Пісню присвячено трагічним подіям минулого, зокрема депортації кримськотатарського народу. Згодом співачка планує представити українськомовну версію пісні із кримськотатарським приспівом під назвою «Душі».

## Оцінки та відгуки
Пісня «1944» отримала переважно схвальні відгуки музичних критиків.
Так, напередодні фіналу національного відбору, пісня здобула 8,3 із 10 балів від журі авторитетного блогу про Євробачення «Wiwibloggs», посівши за цим показником перше місце серед усіх учасників українського етапу. На «European song opening 2016» у Берні, колегія із 16 суддів, представників великих компаній Європи із запису звуку, прослухавши 193 пісні Євробачення, віддали перше місце «1944».[неавторитетне джерело]. Російський музичний критик вірменського походження Артур Гаспарян, уже після другої репетиції співачки на сцені Євробачення, назвав пісню, номер і вокал Джамали найкращим на конкурсі і висловив думку, що: «Жодне професійне журі, якщо воно дійсно професійне, не зможе не поставити Джамалу на перше місце».
У фіналі Євробачення пісня набрала 534 бали, здобувши перше місце на конкурсі.
У червні 2016, під час одного з концертів, британська співачка Адель зазначила, що їй дуже сподобалась пісня-переможниця Євробачення.

## Звинувачення в політизації
Після фіналу національного відбору, новина про перемогу Джамали з'явилась на шпальтах європейської преси через можливе політичне навантаження пісні.
Перший заступник голови комітету Держдуми РФ з інформаційної політики Вадим Дєньгін (ЛДПР) висловив побажання, щоб Європейська мовна спілка (ЄМС) не допустила пісню співачки до конкурсу. Також за його словами:
Так званий віце-прем'єр-міністр кримського уряду Руслан Бальбек назвав пісню політичною спекуляцією української влади, яка має на меті нав'язати європейцям «штучно створений образ про буцімто переслідування кримських татар у російському Криму».
Так званий прем'єр-міністр Криму Сергій Аксьонов також назвав пісню «заполітизованою».
Однак 9 березня 2016 року ЄМС підтвердила, що ані назва пісні, ані її слова не містять політичного висловлювання та не порушують правил Євробачення.

## Звернення Президента України з приводу конкурсу
7 травня 2017 року Президент України виступив з офіційним зверненням до національної та міжнародної громадськості з нагоди урочистого відкриття у Києві конкурсу Євробачення — 2017. У зверненні Глави держави дається висока моральна оцінка змісту пісні «1944».

## Чарти
| Назва | Найвища позиція в чарті | Найвища позиція в чарті | Найвища позиція в чарті | Найвища позиція в чарті | Найвища позиція в чарті | Найвища позиція в чарті | Найвища позиція в чарті | Найвища позиція в чарті | Найвища позиція в чарті | Альбом |
| Назва | UA TOP 40               | BE (V) TOP 50           | CH TOP 75               | FR TOP 200              | SE TOP 100              | AT TOP 75               | ES TOP 50               | HU TOP 40               | FI TOP 100              | Альбом |
| ----- | ----------------------- | ----------------------- | ----------------------- | ----------------------- | ----------------------- | ----------------------- | ----------------------- | ----------------------- | ----------------------- | ------ |
| 1944  | 2                       | 13                      | 73                      | 49                      | 46                      | 54                      | 32                      | 40                      | 64                      | 1944   |

## Відеоробота
Зйомки відео відбулись на початку літа 2016 року й тривали три дні. За локацію обрали колишню протиповітряну базу «Памір», що розташована на вершині гори Томнатик Чернівецької області біля кордону з Румунією. Над відео працювали режисер Анатолій Сачівко та оператор Микита Кузьменко. Крім того участь у зйомці взяли танцюристи «Apache Crew». Ця ж команда працювала над відео на іншу пісню співачки «Заплуталась» 2014 року. 21 вересня о 15-й годині в прес-центрі УНІАН відбулась прес-конференція співачки Джамали та передпоказ кліпу. Світова прем'єра відеороботи відбулась у міжмережевій платформі «YouTube» 22 вересня 2016 року.